# Macrodactylus pulchellus
Macrodactylus pulchellus är en skalbaggsart som beskrevs av Moser 1918. Macrodactylus pulchellus ingår i släktet Macrodactylus och familjen Melolonthidae. Inga underarter finns listade i Catalogue of Life.